# Bitwa pod Kuszlikami
Bitwa pod Kuszlikami miała miejsce 4 listopada 1661 podczas wojny polsko-rosyjskiej 1654–1667.
Pod koniec września na prawy brzeg rzeki Dźwiny przeprawiła się Armia Wielkiego Księstwa Litewskiego dowodzona przez pułkownika Kazimierza Chwaliboga Żeromskiego (ok. 14 000 żołnierzy). Wojska litewskie (ówcześnie skonfederowane w Związku Braterskim) okopały się pod Kuszlikami, położonymi w odległości 35 km od Połocka. W dniu 24 września wojska Żeromskiego zaatakowały oddziały armii rosyjskiej Iwana Andrzejewicza Chowańskiego, ale zostały odparte.
16 października wrócił Chowański z 12 000 żołnierzy i 18 działami. Dwa dni później, 18 października, Chowański próbował zdobyć położony na zachód od jego pozycji obóz Żeromskiego, w wyniku czego Litwini ponieśli spore straty tracąc cztery sztandary, jednak wojskom moskiewskim nie udało się zdobyć pozycji litewskich, w związku z czym wycofały się, poprzestając na okopaniu i zablokowaniu armii litewskiej.
Po przeprawieniu się przez Dźwinę 3 listopada przybyła odsiecz w postaci wojsk polskich (ok. 10 000 żołnierzy) dowodzonych przez króla Jana Kazimierza i regimentarza Stefana Czarnieckiego.

W tym czasie Moswicini zaczęli dezerterować po 100 i 50 [naraz], także zostało ich ledwie 6000. Generał-porucznik Thomas Daylell, który służył w tej armii, widząc ją tak zmniejszoną i obawiając się nadciągających [polskich] sił, doradzał Chowańskiemu by ten wycofał się w rejon Połocka, jak to już zrobił jego kolega [Ordin-Naszczokin], ale [Chowański] tego nie zrobił. Generał Daylell stwierdził więc, że nie chce być świadkiem ruiny całej armii i wyjechał do Połocka, pozostawiając swój regiment [piechoty] pod dowództwem podpułkownika.

Zaraz po przybyciu na miejsce, w nocy 4 listopada Polacy po ominięciu wsi Kuszliki od północy uderzyli na obóz wojsk rosyjskich, całkowicie zaskakując Chowańskiego. Gdy piechota polska oczyściła teren z przeszkód, do szarży ruszyła kawaleria. Chowański w pośpiechu formował pułki, jednak ich opór został przełamany. Armia rosyjska została rozbita, a jej niedobitki rozpoczęły ucieczkę w kierunku Połocka.

Po krótkim starciu, Moskwicini zostali zmuszeni do odwrotu, pułkownik [Robert] Douglas zabity, pułkownicy [Andrew] Forret i [Cornelius von] Bockhoven wraz z wieloma innymi wzięci do niewoli. Jakieś 1500 żołnierzy moskiewskich zginęło a setki wpadły do niewoli. Pora roku nie pozwoliła jednak Polakom na pościg ani na wykorzystanie tego zwycięstwa.

Wszystkie 18 dział zdobyły wojska polsko-litewskie. Do niewoli trafił syn Chowańskiego.
Rozbita armia moskiewska nie mogła przybyć na pomoc rosyjskiemu garnizonowi Wilna, w wyniku czego miasto zostało wkrótce odzyskane przez Polaków.